# Colonia Julián Adame
Colonia Julián Adame är en ort i Mexiko.   Den ligger i kommunen Luis Moya och delstaten Zacatecas, i den centrala delen av landet, 500 km nordväst om huvudstaden Mexico City. Colonia Julián Adame ligger 1 968 meter över havet och antalet invånare är 386.
Terrängen runt Colonia Julián Adame är platt söderut, men norrut är den kuperad. Runt Colonia Julián Adame är det ganska tätbefolkat, med 56 invånare per kvadratkilometer. Närmaste större samhälle är Luis Moya, 3,3 km norr om Colonia Julián Adame. Omgivningarna runt Colonia Julián Adame är i huvudsak ett öppet busklandskap.